# 坂本真一
坂本真一（日语：坂本眞一，1972年7月19日—），日本漫画家，出身大阪府。
1990年以〈キース!!〉获得《周刊少年JUMP》第70回HOP☆STEP赏，从此出道成为漫画家。
代表作《孤高之人》以日本近代登山家加藤文太郎為主角，曾在2010年获得第14届日本新媒体动漫艺术节漫画部门优秀奖。《純真之人》以法國劊子手世家夏爾·亨利·桑松為主角的歷史漫畫，曾在2013年第17屆日本新媒体动漫艺术节中獲得漫畫部門的審查委員會推薦，2014年亦入圍第18屆手塚治虫文化獎的漫畫大獎。
2012年2月22日，在采访漫畫家的网络节目《漫画元气发动计划》第8至第11回的節目中，讲述了JUMP时代和助手时代的事以及《孤高之人》的创作內情。

## 作品列表
- ブラッディ・ソルジャー（集英社Jump Comics（短篇集））
- モートゥル・コマンドーGUY（日语：モートゥル・コマンドーGUY）（集英社Jump Comics，全2卷）
- 名刀匠鬼王丸（原作：荒仁（日语：城アラキ）、集英社YOUNG JUMP COMICS，全5巻；長鴻出版）
- 益荒王（日语：益荒王）（集英社YOUNG JUMP COMICS，全7卷；長鴻出版）
- 一撃（原作：田中誠一 增刊少年連載・未有單行本）
- 孤高之人（原案：新田次郎、原作：鍋田吉郎→高野洋、集英社YOUNG JUMP COMICS，全17卷；尖端出版）
- 纯真之人（日语：イノサン）（集英社YOUNG JUMP COMICS，全9卷；尖端出版）

- 纯真之人 Rouge（集英社GRAND JUMP 2015年12号起連載中）

## 老师
- 江川达也

## 助手
- 夾竹桃ジン
- 古味慎也